# Solomon Bockarie
Solomon Bockarie (18 de mayo de 1987) es un deportista de los Países Bajos que compite en atletismo. Ganó una medalla de oro en el Campeonato Europeo de Atletismo por Equipos de 2021, en la prueba de 4 × 100 m.